# Raiamas steindachneri
Raiamas steindachneri és una espècie de peix cipriniforme de la família dels ciprínids.

## Morfologia
Els mascles poden assolir els 12,5 cm de longitud total.

## Distribució geogràfica
Es troba a Guinea, Sierra Leone, Libèria i Costa d'Ivori.